# Torbjörn Lager
Jan Torbjörn Lager, född 31 mars 1959 i Göteborg, är professor i lingvistik och datalingvistik vid Göteborgs universitet.